# 4746 Doi
4746 Doi (1989 TP1) là một tiểu hành tinh nằm phía ngoài của vành đai chính được phát hiện ngày 9 tháng 10 năm 1989 bởi A. Takahashi và Watanabe ở Kitami.